# Роаял Шарльороа СК
Роаял Шарльороа Спортен Клюб (на френски: Royal Charleroi Sporting Club, кратка форма по името на града Шарльороа) е белгийски футболен клуб от град Шарльороа. Състезава се в Белгийската Про Лига.

## История
Клубът е създаден през 1904 г.

## Успехи
- Белгийска Про Лига
  -  Вицешампион (1): 1968/69
- Белгийска втора лига (2): 1946/47, 2011/12
  -  Шампион (2): 1946/47, 2011/12
  -  Вицешампион (1): 1965/66
- Купа на Белгия
  -  Финалист (2): 1977/78, 1992/93

## Известни бивши футболисти
- Енцо Шифо
- Филип Албер
- Даниел Ван Бойтен
- Сергей Серебреников
- Салахедин Сбай
- Муса Койта
- Данте

## Български футболисти
- Иван Горанов: 2020/22 - (2 мача - 0 гола)

## Бивши треньори
- Енцо Шифо